# Deville, Louisiana
Deville är en ort i Rapides Parish i delstaten Louisiana, USA.